# Saint-Aubin-sur-Gaillon

Saint-Aubin-sur-Gaillon este o comună în departamentul Eure, Franța. În 1 ianuarie 2022 avea o populație de 2.164 de locuitori.